# Questron II
Questron II is een computerspel uit 1988. Het werd ontwikkeld door Westwood Associates en uitgeven door Strategic Simulations voor verschillende homecomputers uit die tijd. Het spel is het vervolg op Questron dat in 1984 uitkwam en eveneens werd ontwikkeld door Strategic Simulations. Je start als een arme boer met weinig geld en een slecht humeur. De speler loopt door een veld dat van bovenaf wordt geprojecteerd. Door grote hoeveelheden dieren te verslaan krijgt men rijkdom, ervaring en status. Het doel van het spel is zes tovenaars te verslaan nog voordat deze een magisch boek kunnen vervaardigen.

## Platforms
| Platform     | Jaar |
| ------------ | ---- |
| Amiga        | 1988 |
| Apple II     | 1988 |
| Apple IIgs   | 1988 |
| Atari ST     | 1988 |
| Commodore 64 | 1988 |
| DOS          | 1988 |

## Ontvangst
| Beoordeeld door                       | Platform     | Datum     | Score |
| ------------------------------------- | ------------ | --------- | ----- |
| ACE (Advanced Computer Entertainment) | Commodore 64 | mei 1988  | 82%   |
| ACE (Advanced Computer Entertainment) | Commodore 64 | juli 1989 | 54%   |